# József Szinnyei (språkforskare)
József Szinnyei, född 26 maj 1857 i Pozsony, död 14 april 1943 i Budapest, var en ungersk språkforskare. Han var son till bibliografen József Szinnye.
Szinnyei, som var professor vid Budapests universitet från 1886, studerade framför allt det ungerska språkets historia och grundlade bland annat en komparativ studie av de finsk-ugriska språken, skrev en finsk-ungersk ordbok, flera läroböcker samt ett omfattande verk om finnarna och Finland. 